# Alsómocsolád
Alsómocsolád (deutsch: Metschelad) ist eine Gemeinde in Ungarn. Das 337 Einwohner (Stand 2011) zählende Dorf liegt im Komitat Baranya und grenzt an das Komitat Tolna. Im Süden grenzt Alsómocsolád an den Mecsek, im Osten befinden sich kleinere bewaldete Hügel, während der Westen durch flacheres Gebiet gekennzeichnet ist. Durch die hydrologisch begünstigte Lage und das gemäßigte Klima ist die Umgebung seit jeher durch intensiven Landbau gekennzeichnet. Westlich der Dorfmitte befinden sich zwei größere Fischteiche.

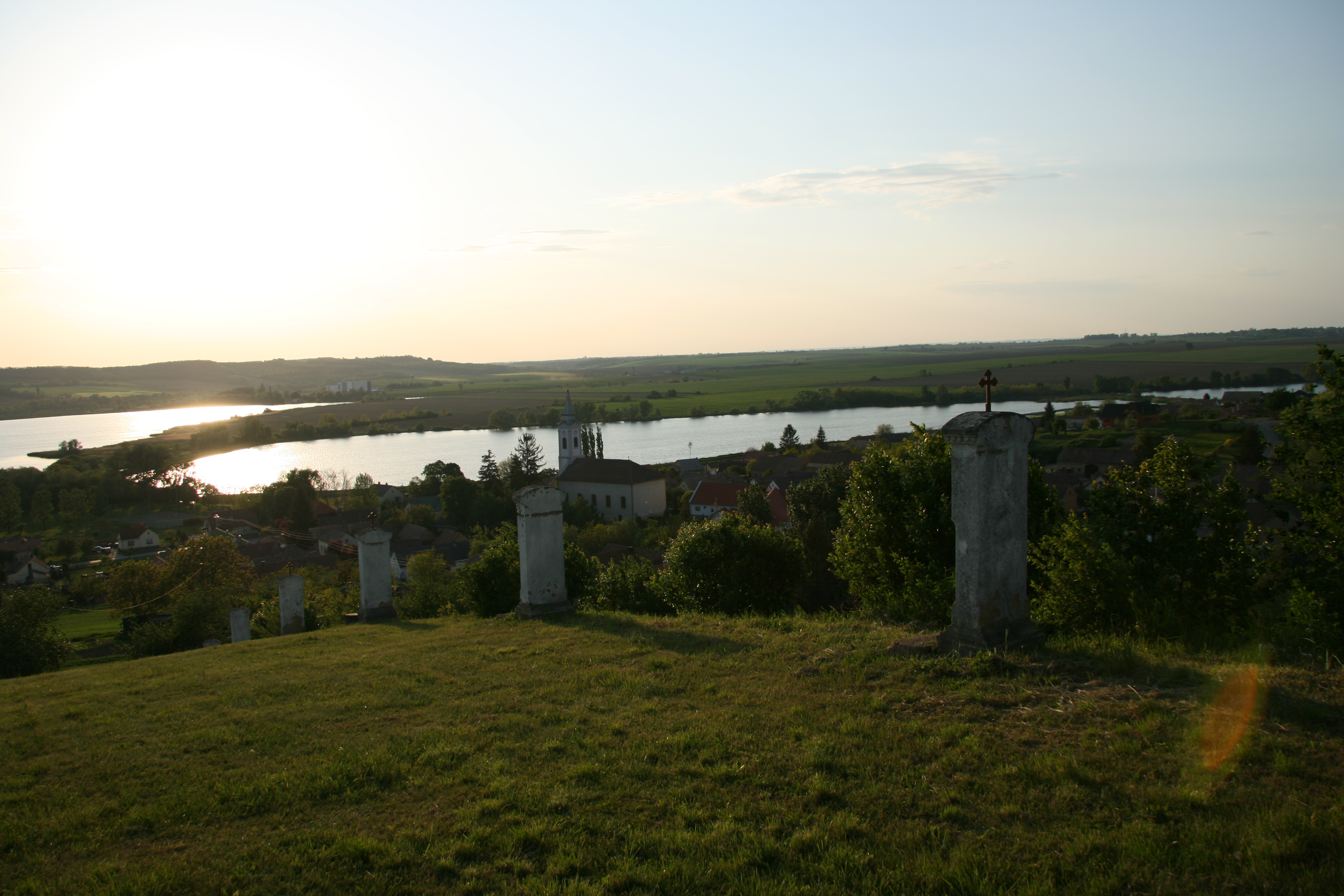
Alsómocsolád bei Sonnenuntergang. Im Hintergrund sieht man die Fischteiche und die Délhús Fleischfabrik

## Lage
Alsómocsolád befindet sich etwa in der Mitte zwischen den Komitatshauptstätten Pécs, Kaposvár und Bonyhád.
Das Dorf besitzt keine Durchgangsstraße und ist einzig über eine Straße von Mágocs aus zu erreichen. Mit dem Auto kann man die drei kleineren Städte Komló, Dombóvár und Bonyhád in etwa 30 Minuten erreichen. Auch der Kurort Gunaras mit seinem Thermalbad liegt nur 20 km entfernt. In 3 km Entfernung außerhalb des Dorfes befindet sich ein Bahnhof an der 1872 gebauten Bahnstrecke Dombóvár-Bátaszék. Im Norden grenzt Alsómocsolád an die Dörfer Mágocs und Bikal.

## Geschichte
In Alsómocsolád wurden Funde aus der Bronzezeit sowie aus der Zeit der Römer gemacht.
Aus dieser Zeitperiode stammt auch eine silberne Medaille, die hier im Jahr 1296 gefunden wurde.
Die erste urkundliche Erwähnung von Mocsolad stammt aus dem Jahr 1294, unter den Namen Mocholay beziehungsweise Mocsolay.
Zu dieser Zeit befand sich die Siedlung im Besitz des Klosters von Veszprém und das Dorf gehörte den Familien Bodó, Perczel und Sztankovánszky.

## Sehenswürdigkeiten

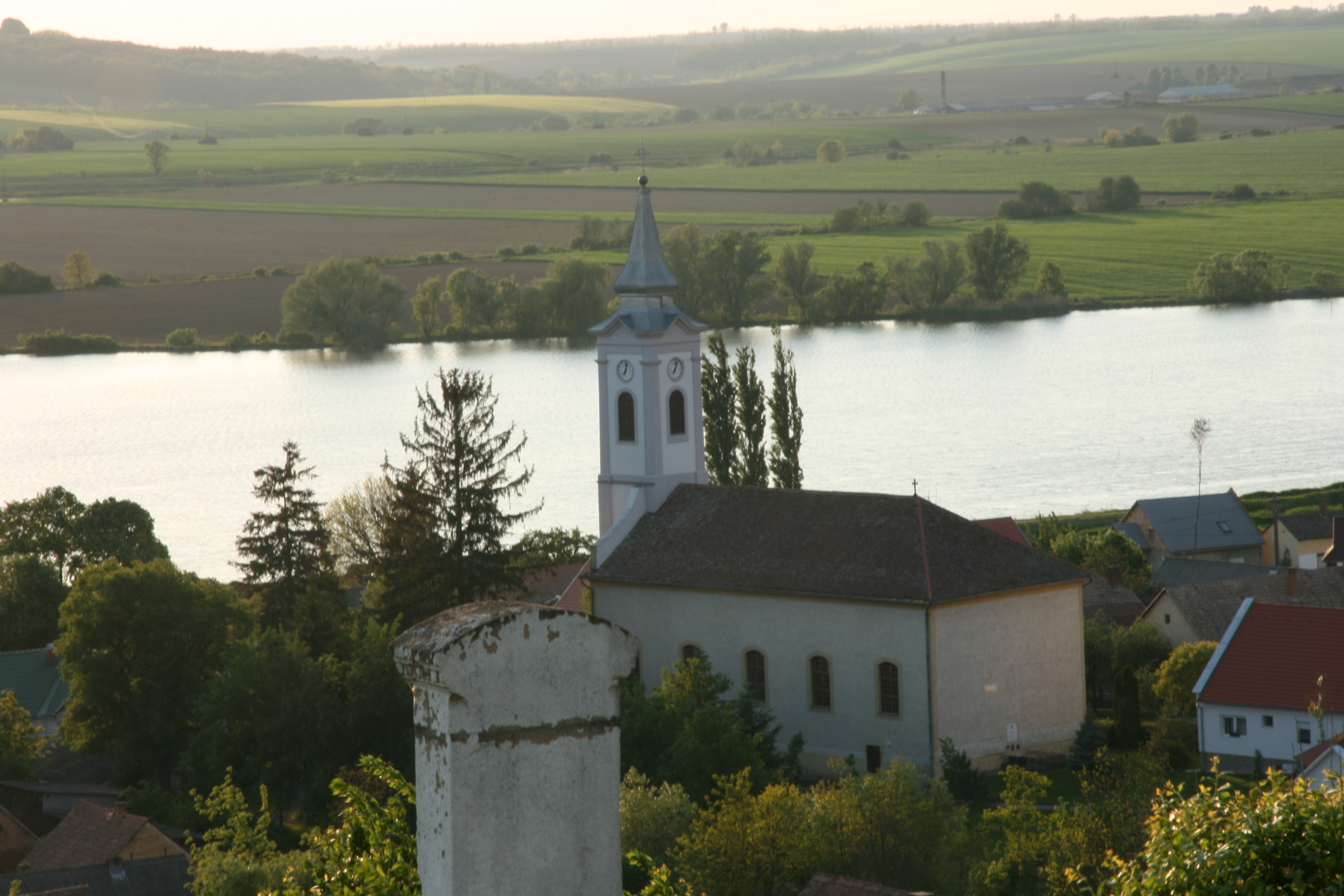
Sankt-Andreas-Kirche

### Sankt-Andreas-Kirche
Diese katholische Kirche befindet sich im Zentrum des Dorfes. Sie wurde im Auftrag der Familie Perczel-Sztankovansky zwischen 1836 und 1926 gebaut. Die Kirche enthält kunstvolle Wandgemälde im Inneren. Im Jahr 1977 wurde die Kirche von außen und 1993 im Inneren restauriert.

### Schloss Sztankovansky
Ursprünglich im Privatbesitz, diente das Schloss zur Sowjetzeit als Grund- und Hauptschule, nachdem die Besitzer enteignet wurden. Nach dem Ende der Sowjetunion wurde das Schloss an die Nachkommen der rechtmäßigen Besitzer zurückgegeben und wurde zeitweise als Gästehaus genutzt. Aktuell (2012) ist es allerdings der Öffentlichkeit nicht zugänglich.